# Voitinel
Voitinel est une commune roumaine située dans le județ de Suceava.